# Guess My Age
Guess My Age ist eine in Frankreich entstandene Ratesendung, die in Deutschland unter dem Titel Rate mal, wie alt ich bin auf Das Erste ausgestrahlt wurde. In Österreich wurde die Sendung ab Februar 2017 auf Puls 4 gesendet. Ziel der Kandidaten ist es, das Alter von sieben unbekannten Personen möglichst exakt zu bestimmen.

## Deutschland

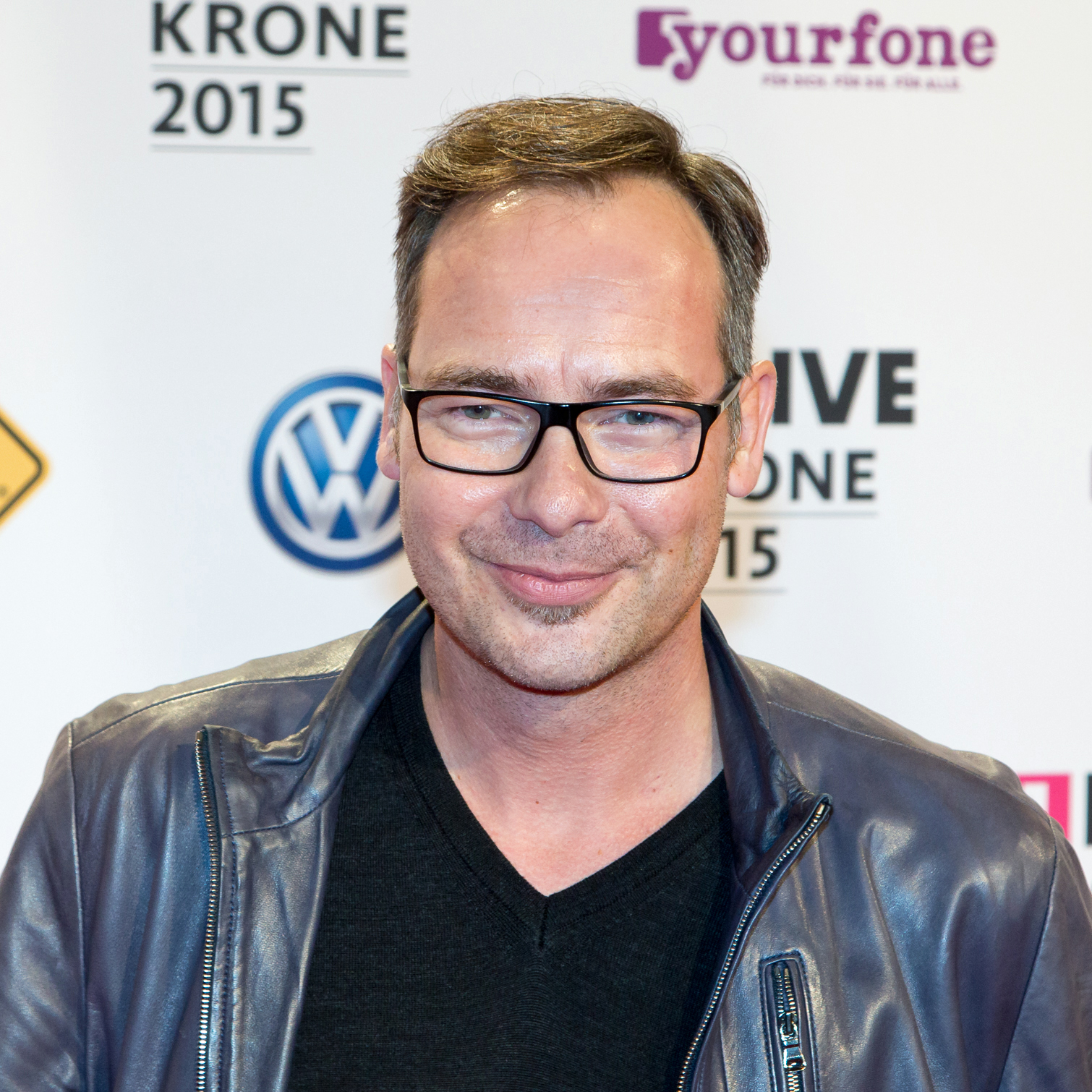
Moderator Matthias Opdenhövel

Rate mal, wie alt ich bin wurde vom 2. Dezember 2016 bis zum 10. März 2017 im Ersten ausgestrahlt und von Brainpool produziert. Moderiert wurde die Sendung von Matthias Opdenhövel. Der höchstmögliche Gewinn betrug 100.000 Euro (plus maximal 3.000 Euro Bonus für das richtige Alter). Neue Staffeln wurden nicht produziert, die dritten Programme wiederholen die erste Staffel.

### Quoten
Den Auftakt der Sendung verfolgten 1,95 Millionen Zuschauer. Damit erreichte das Format einen Marktanteil von 8,4 Prozent. In der Zielgruppe erreichte Rate mal, wie alt ich bin mit 360.000 Zuschauern einen Marktanteil von 5,7 Prozent.

## Österreich

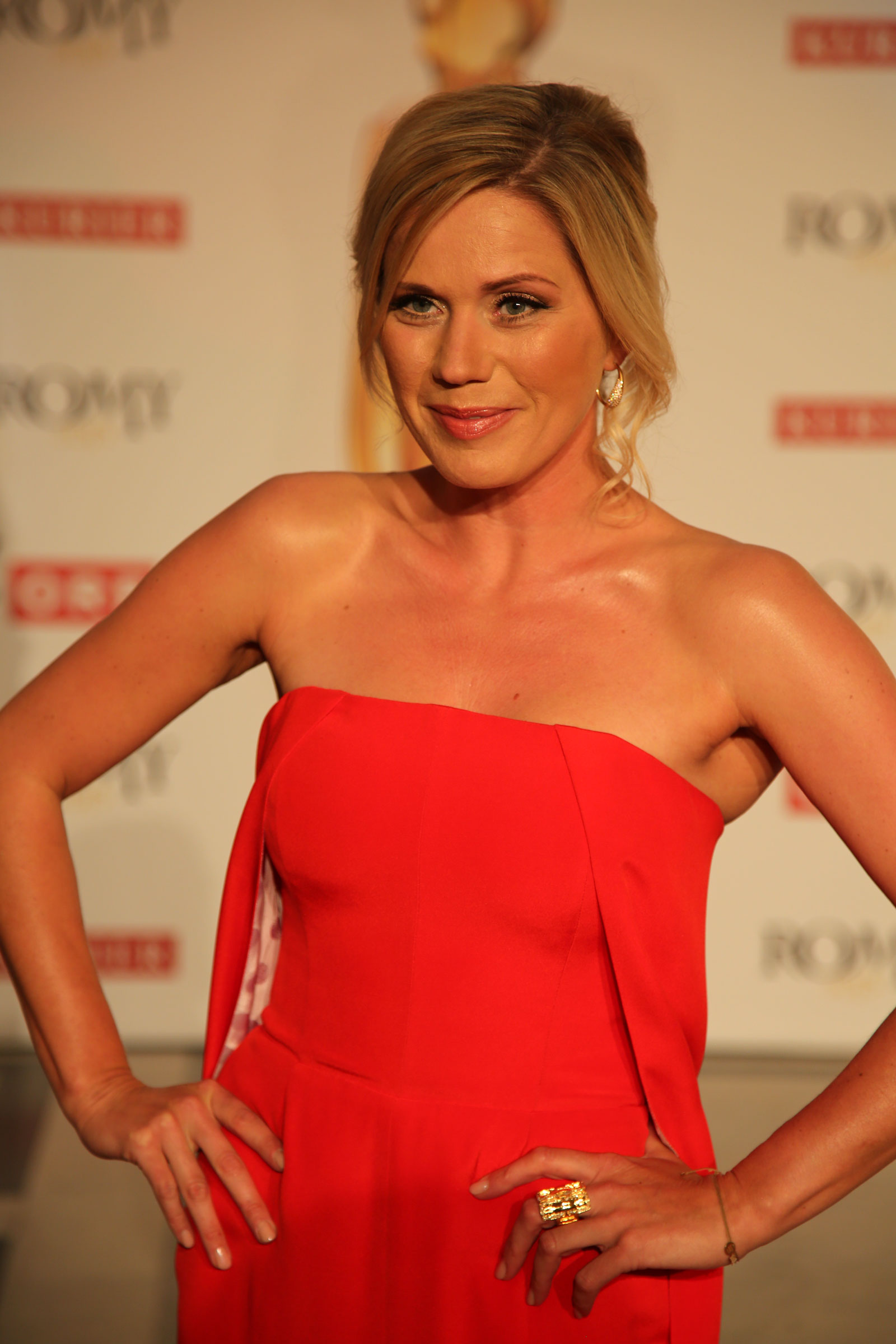
Moderatorin Johanna Setzer

In Österreich wurde Guess My Age ab 6. Februar 2017 auf Puls 4 ausgestrahlt und von Johanna Setzer moderiert. Im Gegensatz zur deutschen Version betrug der Maximalgewinn 25.000 Euro.

## Regeln

### Spielablauf
In einer Sendung treten zwei Kandidaten zusammen an. Diese beginnen mit der höchst möglichen Gewinnsumme von 100.000 Euro bzw. 25.000 Euro. Nacheinander werden den Kandidaten sechs Menschen vorgestellt. Nun ist es die Aufgabe der Kandidaten, möglichst genau das Alter jeder einzelnen Person zu bestimmen. Die Kandidaten beraten sich und geben einen ersten Tipp für das Alter der Person ab. Danach können sie einen von sechs Hinweisen wählen. Diese Hinweise können dabei helfen, das Alter des Unbekannten exakt zu bestimmen. Nach wenigen Minuten startet ein Countdown. Bevor die Zeit abläuft, müssen die Kandidaten den Buzzer drücken und einen neuen Tipp abgeben. Drücken die Kandidaten nicht rechtzeitig, bleibt das zuerst vermutete Alter eingeloggt. Erraten die Kandidaten das Alter des Unbekannten richtig, erhalten die Kandidaten in der österreichischen Version einen zusätzlichen Bonus von 250 Euro; in Deutschland beträgt dieser 500 Euro. Dieser ist den Kandidaten sicher. Wird das Alter nicht korrekt geschätzt, wird den Kandidaten von ihrem Kapital Geld abgezogen. Wie viel Geld abgezogen wird, ist dabei abhängig von der Differenz zwischen dem geschätzten und dem wahren Alter der Person:
| Runde    | Deutschland        | Österreich         |
| -------- | ------------------ | ------------------ |
| 1. Runde | € 1000,00 pro Jahr | € 200,00 pro Jahr  |
| 2. Runde | € 2000,00 pro Jahr | € 500,00 pro Jahr  |
| 3. Runde | € 3000,00 pro Jahr | € 700,00 pro Jahr  |
| 4. Runde | € 4000,00 pro Jahr | € 1000,00 pro Jahr |
| 5. Runde | € 5000,00 pro Jahr | € 1500,00 pro Jahr |
| 6. Runde | € 6000,00 pro Jahr | € 2000,00 pro Jahr |

Um den erspielten Geldbetrag geht es im Finale. Den Kandidaten wird eine siebte unbekannte Person vorgestellt. Die Kandidaten müssen das genaue Alter des Unbekannten erraten. Dazu hat das Kandidatenpaar vier Versuche, um das Alter der Person zu schätzen. Dabei wird für jede falsche Antwort ein Viertel der Gewinnsumme abgezogen. Den Kandidaten stehen zusätzlich vier Hinweise zur Verfügung. Wird das Alter nicht erraten, erhalten die Kandidaten kein Geld (sollten Boni erspielt worden sein, werden diese behalten).

### Hinweise
Dem Kandidatenpaar stehen in den ersten sechs Runden sechs Hinweise zur Verfügung. Jeder Hinweis darf nur einmal benutzt werden und in jeder Runde muss bzw. darf nur ein Hinweis verwendet werden.

#### Lied/Musik
Dem Kandidatenpaar wird ein Lied, das im Geburtsjahr des Unbekannten in die nationalen Charts kam, vorgespielt.

#### Star
Dem Kandidatenpaar wird ein Foto einer prominenten Person gezeigt, die im selben Jahr wie der Unbekannte geboren wurde.

#### Ereignis
Dem Kandidatenpaar wird ein Ereignis mittels Foto gezeigt. Dieses Ereignis fand in demselben Jahr statt, als der Unbekannte geboren wurde.

#### Erinnerung
Die unbekannte Person berichtet über ein Ereignis, an dem sie in einem bestimmten Alter teilgenommen hat.

#### Lupe
Einer der beiden Kandidaten erhält die Möglichkeit, den Unbekannten aus einer kleineren Distanz zu betrachten.

#### Jahrzehnt/Altersbereich
Das Kandidatenpaar erfährt das Jahrzehnt, in dem die unbekannte Person geboren wurde.